# Kościół Narodzenia Najświętszej Maryi Panny w Krakowie (stary)
Kościół Narodzenia Najświętszej Maryi Panny – rzymskokatolicki kościół filialny należący do parafii Narodzenia Najświętszej Maryi Panny w Krakowie. Znajduje się w historycznej dzielnicy Bieżanów.
Obecna murowana świątynia została ufundowana w 1636 roku przez archidiakona katedry krakowskiej księdza Jana Foxa, sekretarza króla Zygmunta III Wazy, który w testamencie przekazał na ten cel cały swój majątek.  Kościół powstał na miejscu poprzedniej budowli zniszczonej przez pożar. W dniu 3 września 1671 roku świątynia została konsekrowana (poświęcona) przez krakowskiego biskupa pomocniczego Mikołaja Oborskiego. kościół został zbudowany z kamienia. Pierwotnie w prezbiterium znajdowały się trzy ołtarze, a sama budowla nie posiadała wieży.
W latach 1881–1889 do świątyni zostały dobudowane dwie kaplice boczne oraz wieża w stylu neogotyckim o wysokości 27 metrów, na której zostały umieszczone zegar i dzwony. Projektantem był architekt Karol Knaus. W tym czasie proboszczem był ksiądz Józef Kufel.
Podczas I wojny światowej Austriacy zburzyli wieżę, równając ją ze szczytem świątyni (dachu). Kiedy front zbliżył się pod Kraków, a Rosjanie zajęli pozycję na wzgórzach Bogucice - Kaim, pociski artyleryjskie austriackie zniszczyły dach świątyni i resztkę wieży. Po zakończeniu wojny ksiądz M. Jacaszek nakrył wieżę prowizorycznie, a dach świątyni uzupełnił i pokrył dachówką. Wieża została podwyższona do wysokości dawnego zegara i została zakończona dachem hełmowym.